# Сарышевский сельсовет
Сарышевский сельсовет — муниципальное образование в Мелеузовском районе Башкортостана.
Административный центр — деревня Сарышево.

## История
Согласно Закону о границах, статусе и административных центрах муниципальных образований в Республике Башкортостан имеет статус сельского поселения.

## Население
| 2002 | 2009 | 2010 | 2012 | 2013 | 2014 | 2015 |
| ---- | ---- | ---- | ---- | ---- | ---- | ---- |
| 832  | ↗881 | ↘727 | ↘703 | ↘659 | ↘655 | ↘643 |
| 2016 | 2017 | 2018 |      |      |      |      |
| ↗666 | ↘652 | ↘641 |      |      |      |      |

## Состав сельского поселения
| № | Населённый пункт | Тип населённого пункта          | Население |
| - | ---------------- | ------------------------------- | --------- |
| 1 | Сарышево         | деревня, административный центр | ↘406      |
| 2 | Акназарово       | деревня                         | ↘168      |
| 3 | Мутаево          | деревня                         | ↘153      |

В 1979 году из состава сельсовета был исключён выселенный хутор Солдатский.